# Niegosławice
Niegosławice (v minulosti též Walcerzewice, německy Waltersdorf) jsou vesnice v Polsku. Nachází se v okrese Zaháň v Lubušském vojvodství. Nachází se 28 km od Zaháně a 42 km od města Zelená Hora. Je sídlem stejnojmenné gminy. Vesnice má 930 obyvatel. Ve vsi se narodil německý nositel Nobelovy ceny za fyziologii a lékařství Günter Blobel. Podle evidence Národního památkového ústavu je v seznamu památek brána ke hřbitovu ze 16. století, k níž přiléhá bývalá márnice z 18. století, presbytář z 18. století a raně gotický kostel sv. Anny z druhé poloviny 13. století s barokním interiérem.

## Galerie

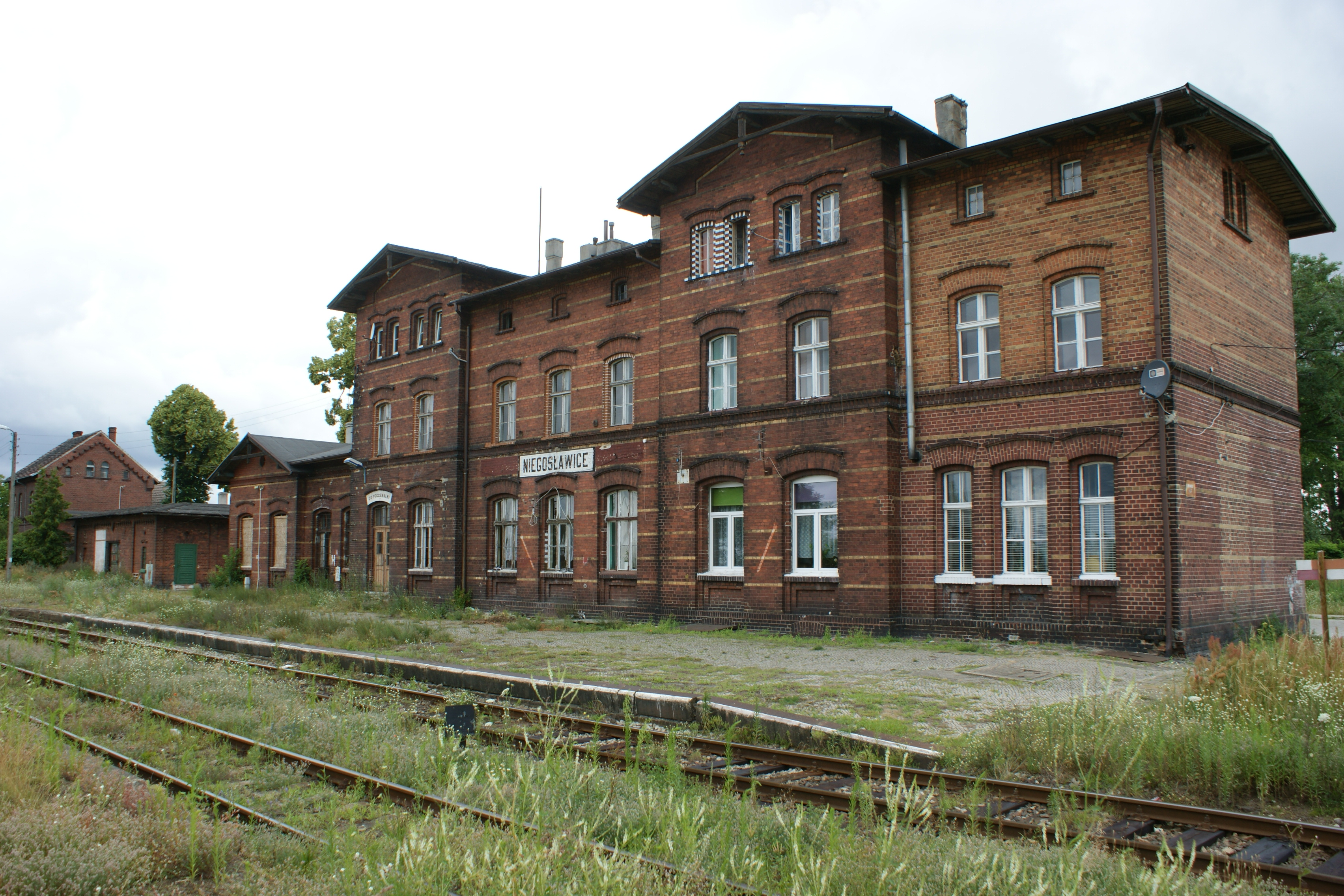
Nádraží
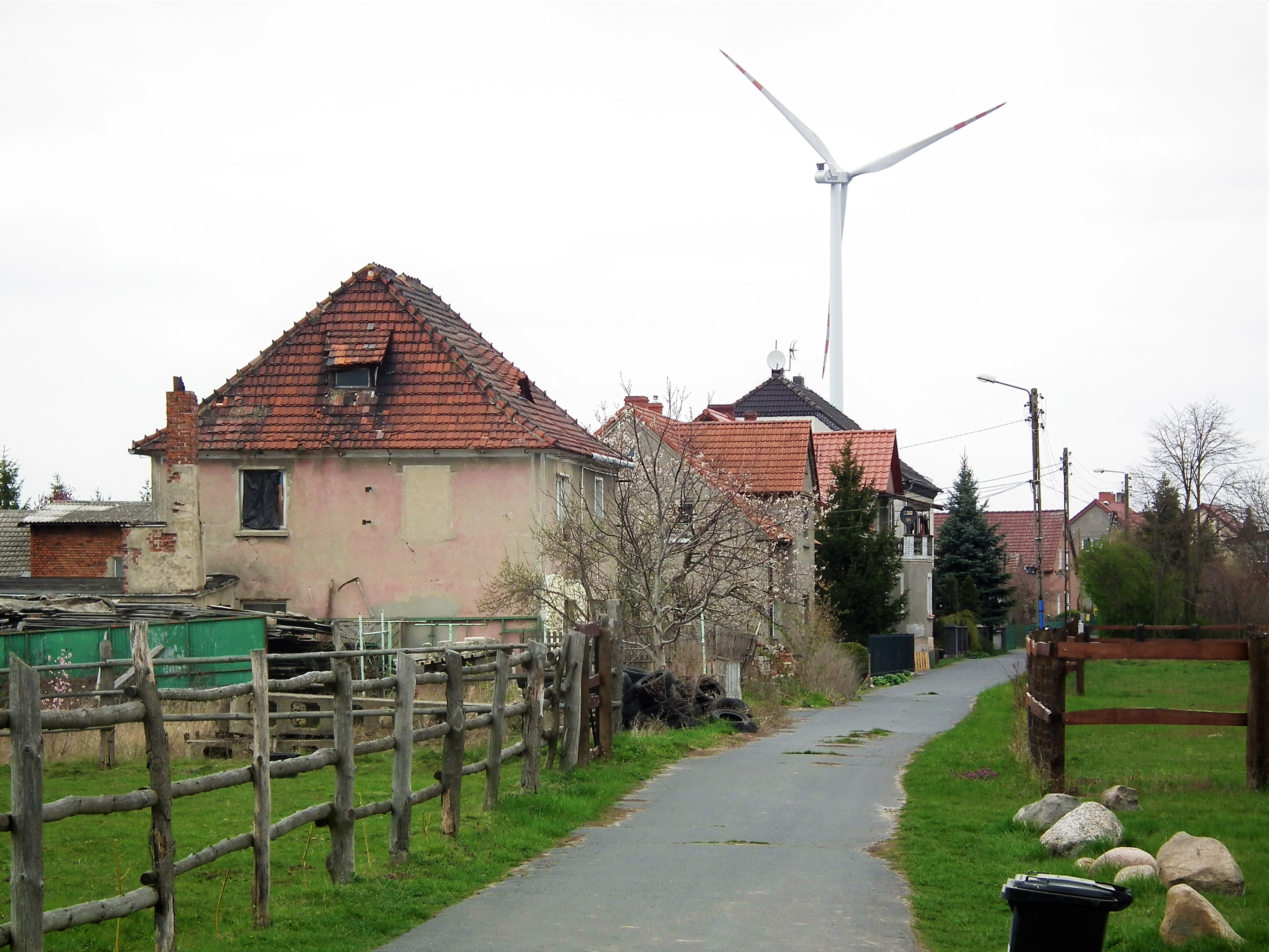
Větrná elektrárna
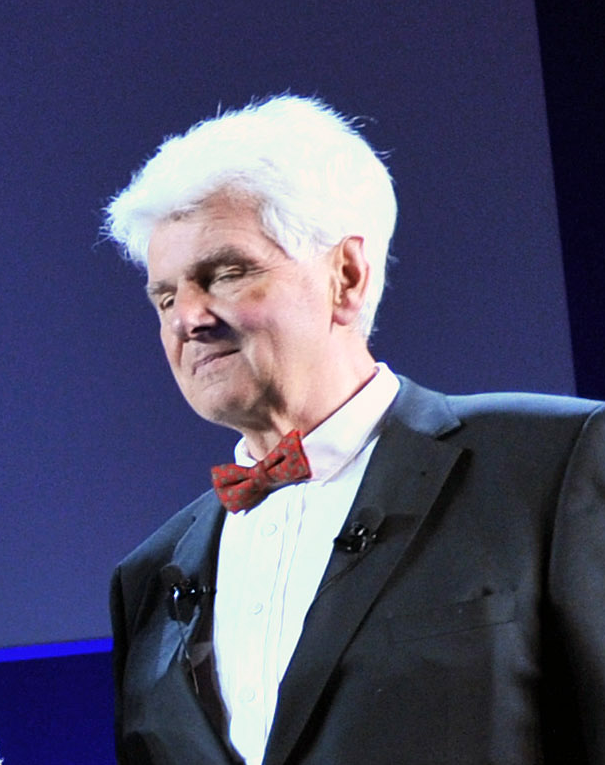
Günter Blobel